# Валід Соліман (письменник)
Валі́д Соліма́н (Walid Soliman; 11 квітня 1975, Туніс) — перекладач та письменник, народився 11 квітня 1975 року в м. Тунісі (Туніс).

## Життєпис
Валід Соліман закінчив коледж «Садікія» (перша сучасна середня школа в Тунісі, що заснована в 1875 році). Після закінчення навчання в університеті за спеціальністю: англійська мова та література, отримав диплом перекладача Вищого лінгвістичного навчального закладу (Туніський Університет І).
Валід Соліман є однією з новаторських і оригінальних постатей в сучасній туніській літературі. Завдяки володінню кількома іноземними мовами та глибоким знанням джерел літератури та світової думки, він зміг забезпечити для себе помітне місце в туніському культурному колі, що він збагачує завдяки своїм перекладам багатьох важливих творів світу (Хорхе Луіс Борхес, Шарль Бодлер, Габріель Гарсія Маркез, Андре Бретон, Маріо Варгас Йоса…).
Окрім перекладів на арабську мову, Валід Соліман переклав твори багатьох туніських та арабських поетів на французьку та англійську мови. У наш час[коли?] він готує книгу: «Хрестоматія туніської поезії» (французькою мовою).
Крім того, Валід Соліман є колишнім Головою Туніської асоціації кінематографічної критики, а також автором багатьох статей культурної преси в Тунісі та на міжнародній арені.
На теперішній момент він керує журналом «DEDALUS» on-line, який він і заснував.
Опубліковані твори: — Le troubadour des temps modernes (2004 г.) фр. мовою — Les griffes des eaux (2005 г.) фр. мовою
В роботі: — Христоматія сюрреалістичної поезії (арабською мовою) — Христоматія сюрреалістичної поезії (французькою мовою)